# 황금동 (드라마)
《황금동》(중국어 간체자: 黄金瞳, 정체자: 黃金瞳, 병음: Huáng Jīn Tóng 황진퉁[*], 영어: The Golden Eyes 더 골든 아이스[*])은 중국의 텔레비전 드라마.